# Trietja Pad´
Trietja Pad´ (ros. Третья Падь) – wieś w Rosji, w obwodzie sachalińskim, w rejonie korsakowskim. W 2021 liczyła 462 mieszkańców.